# 大潟富士
大潟富士（おおがたふじ）は、秋田県南秋田郡大潟村中央部にある人工の山。八郎潟を干拓して造成された大潟村は全域が海面より低い海抜ゼロメートル地帯。周囲からの比高が、日本最高峰である富士山の1,000分の1となる3.776 mで、かつ山頂の標高が0 mとなるように造られた。日本一低い山とされる仙台市の日和山よりも標高が低い。
山形は、円錐形の築山である。1995年（平成7年）6月3日の測量の日に竣工した。大潟村は1994年（平成6年）頃、国土地理院に地形図への掲載を求めたが、当初は掲載が見送られた。現在は地形図に土地の利用景として表示されている。

## 歴史
秋田県測量設計業協会が創立20周年の記念事業として1992年（平成4年）に大潟村役場へ提案し、設計費は協会が、村が建設費を負担した。もともと八郎潟の底に積もった泥を主とする大潟村の地盤は軟弱で、積んだ土がすぐに崩れるなど作業は難航したが、道路工事の際に盛り土工事で使われる発泡スチロールを土台に用いることで解決した。

## アクセスと登頂
JR東日本奥羽本線八郎潟駅から秋田県道298号道村大川線西へ8 km。麓には「日本一低い山」「大潟富士」と書かれた碑が二つ建てられ、山頂には階段がしつらえられており、登頂証明書を道の駅おおがた隣の大潟村干拓博物館で受け取れる。

### 周辺
- 大潟村ソーラースポーツライン
- 経緯度交会点標示塔（北緯40度、東経140度の交会地点に建つ記念塔）